# Goldene Kutsche (Sondershausen)

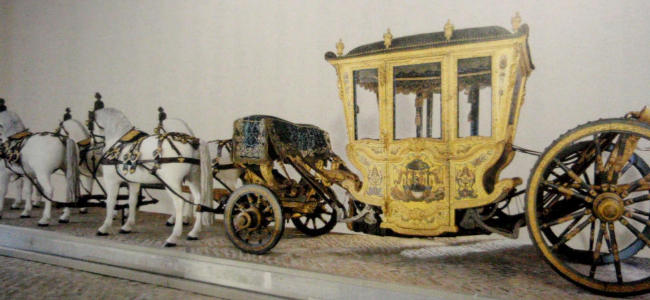
Die Goldene Kutsche in Bespannung

Die Goldene Kutsche von Sondershausen,  auch ursprünglich als Blauer Staatswagen bezeichnet, ist eine Kutsche vom Typ Grand carrosse aus dem Barock. Sie steht als Gesamtkunstwerk beispielhaft für diese Epoche, der sie als älteste und einzige ihrer Art in Deutschland angehört. Sie wurde um 1710 in Paris gebaut und ist ein wertvolles Zeugnis verschwenderischer, barocker Hofkultur.
Als repräsentatives Fahrzeug diente es mehreren Schwarzburg-Sondershäuser Fürsten als Staatswagen.

## Zum Kutschentyp
Die Grand carosse ist ein Wagentyp, der sich im Frankreich in der zweiten Hälfte des 17. Jahrhunderts entwickelte. Vergleichbare Wagen sind nur noch die Stockholmer Burmannia (ca. 1700–1710)  in der Livrustkammer, die Lissabonner Coche da Cora (um 1715) im Museu Nacional dos Coches und eine Karosse aus den Jahren 1720 und 1722, die in der Ermitage in St. Petersburg ausgestellt ist.
Diese drei Wagen sind in traditionsreichen europäischen Hauptstädten erhalten geblieben. Umso erstaunlicher ist, dass eine solche Karosse in einer Provinzstadt wie Sondershausen zu finden ist. Spätestens in den 1730er Jahren wurde die Goldene Kutsche von den Fürsten des eher kleineren Fürstentums Schwarzburg-Sondershausen erworben, die aus dem ältesten Adelsgeschlecht Thüringens stammen.

## Erwerb
Den Kauf der Karosse kann man grundsätzlich drei Fürsten zuschreiben, da eine Urkunde oder vergleichbares vom Erwerb nicht erhalten ist. Dabei kommen der erste Fürst von Schwarzburg-Sondershausen Christian Wilhelm und seine beiden Söhne und Nachfolger Günther I. und Heinrich I. in Frage.
Mit der Erhebung Christian Wilhelms (1647–1721) im Jahr 1697 in den Reichsfürstenstand erfüllten sich die dynastischen Ansprüche der Grafen von Schwarzburg-Sondershausen, die über Generationen hinweg mit Hartnäckigkeit und großem Aufwand an juristischen, finanziellen und repräsentativen Mitteln angestrebt worden waren. Der Graf und spätere Fürst Christian Wilhelm steht mit seiner fünfzigjährigen Regierungszeit (1670–1720) für eine ganze Epoche in der Schwarzburg-Sondershäuser Geschichte. Die eigene Prachtentfaltung jener Zeit stand auch an seinem Hofe in der Blüte und äußerte sich in verschwenderischen Prunkbauten und Festen. Somit scheint es nicht abwegig, zu behaupten, dass er auch die Goldene Kutsche erworben hatte.
Auch sein Nachfolger und ältester Sohn Günther I. (1678–1740) ging als Prototyp des Landesvaters und begeisterter Kunstsammler in die Geschichte ein. Damit kann man auch hier den Käufer vermuten.
Der umstrittene Fürst Heinrich I. (1689–1758), der Diamantenfürst, galt als sehr  verschwenderisch und prunksüchtig. Er sammelte leidenschaftlich Prunkkutschen, zeitweilig soll er 37 Stück sein Eigen genannt haben, sodass er sogar am wahrscheinlichsten in Frage kommt. Viele Sondershäuser Chronisten schreiben ihm den Kauf und sogar die Veranlassung des Baus zu.

## Verwendung

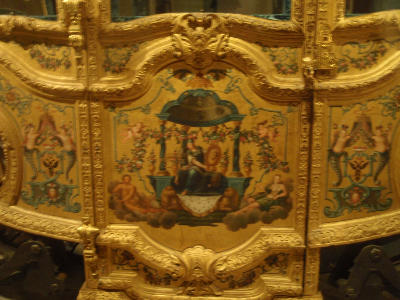
Detailaufnahme der Goldenen Kutsche

Als repräsentativer Wagen hatte dieser den Status eines fahrenden Thrones.  Die Menschen der damaligen Zeit konnten anhand von einigen Symbolen erkennen, dass der Eigentümer ein Fürst war. Dazu zählen acht vergoldete Dachvasen, bedeutungsträchtige Zierbeschläge und das Privileg, sechs Pferde an die Karosse zu spannen.
Trotz der außergewöhnlich aufwändigen Gestalt des Wagens kam er bald aus der Mode und wurde als Staatswagen von moderneren wie der Berline verdrängt. Dennoch verwendete man die Goldene Kutsche noch bis 1895. Wenn beispielsweise ein preußischer Gesandter nach Sondershausen kam, wurde er noch mit der Kutsche vom Hauptbahnhof bis zum Schloss gefahren. Danach geriet der Blaue Staatswagen als solcher schnell in Vergessenheit.

## Zeit nach der Fürstenabdankung
In den Wirren während und nach der Novemberrevolution 1918 und der Abdankung des letzten Fürsten von Schwarzburg-Sondershausen Günther Victor verlor sich der Gedanke an die Goldene Kutsche fast gänzlich.
Erst 1921 entdeckte man sie als Besuchermagnet wieder und stellte sie zunächst im Riesensaal, einem Festsaal im Schloss Sondershausen aus.
Nach dem Zweiten Weltkrieg und zu Zeiten der DDR wanderte sie in das sogenannte Billardzimmer, wo sie bis 1999 stand.
Im Jahr 1999 wurde man sich der Schäden und Spuren der vergangenen Jahrhunderte an der Kutsche endgültig bewusst und restaurierte sie mit sehr viel finanziellen und handwerklichen Aufwand, sodass sie auch noch für zukünftige Generationen erhalten bleiben wird.

## Die Goldene Kutsche heute
Zurzeit ist der kostbare Wagen in den einstigen Remisen des Sondershäuser Schlosses liebevoll in Szene gesetzt. Während eines Besuches im dort untergebrachten Stadt- und Schlossmuseums ist diese zu besichtigen.